# Jekatyerina Szergejevna Andrjusina
Jekatyerina Szergejevna Andrjusina, cirill betűkkel Екатерина Сергеевна Андрюшина (Moszkva, 1985. augusztus 17. –) orosz kézilabdázó, a 2008-as olimpián ezüstérmes női válogatott tagja. Az olimpiai ezüstérmen kívül egyszeres világbajnok (2007).